# Julija Jelistratowa
Julija Jelistratowa, ukr. Юлія Олександрівна Єлістратова (ur. 15 lutego 1988 roku w Owruczu) – ukraińska triathlonistka, trzykrotna olimpijka: Uczestniczka igrzysk olimpijskich w Pekinie (2008), Londynie (2012) i Rio de Janeiro (2016).

## Życiorys

### Mistrzostwa
W 2004 wzięła udział w swoim pierwszym wyścigu i zajęła dziewiąte miejsce w Pucharze Europy w Alanyi.  W 2009 roku wygrała mistrzostwa Europy U23. W 2010 roku zajęła 2 miejsce na Mistrzostwach Europy U23. Od 2011 jest trenerem jest Sergio Santos.

### Igrzyska olimpijskie
Wzięła udział w trzech edycjach igrzysk olimpijskich. W Pekinie w 2008 roku zajęła 24. miejsce, w Londynie nie skończyła wyścigu z powodu zdublowania, w Rio de Janeiro zaś ukończyła wyścig na 38. miejscu.

### Życie prywatne
W latach 2008-2010 zamężna była z innym triathlonistą, Daniło Sapunowem.